# Mirco Tagliamento
Mirco Tagliamento (Spresiano, 19 agosto 1929) è un ex calciatore italiano, di ruolo difensore.

## Carriera
Dopo la militanza nel Maglie, nel 1952 viene prelevato dall'Arsenaltaranto (trasformatosi successivamente in A.S. Taranto), e con gli jonici disputa otto campionati, vincendo il campionato di Serie C 1953-1954 e giocando nei sei anni successivi in Serie B, per un totale di 106 presenze e 5 reti nella serie cadetta.

## Palmarès

### Club

#### Competizioni nazionali
- Serie C: 1

Taranto: 1953-1954